# Reserva Natural de Prats de Molló i la Presta
La Reserva Natural de Prats de Molló i la Presta (RNN81) és una reserva natural dels Pirineus. Creada el 1986, ocupa 2.186 ha en el si del Parc natural regional dels Pirineus catalans, en el Massís del Canigó.

## Localització

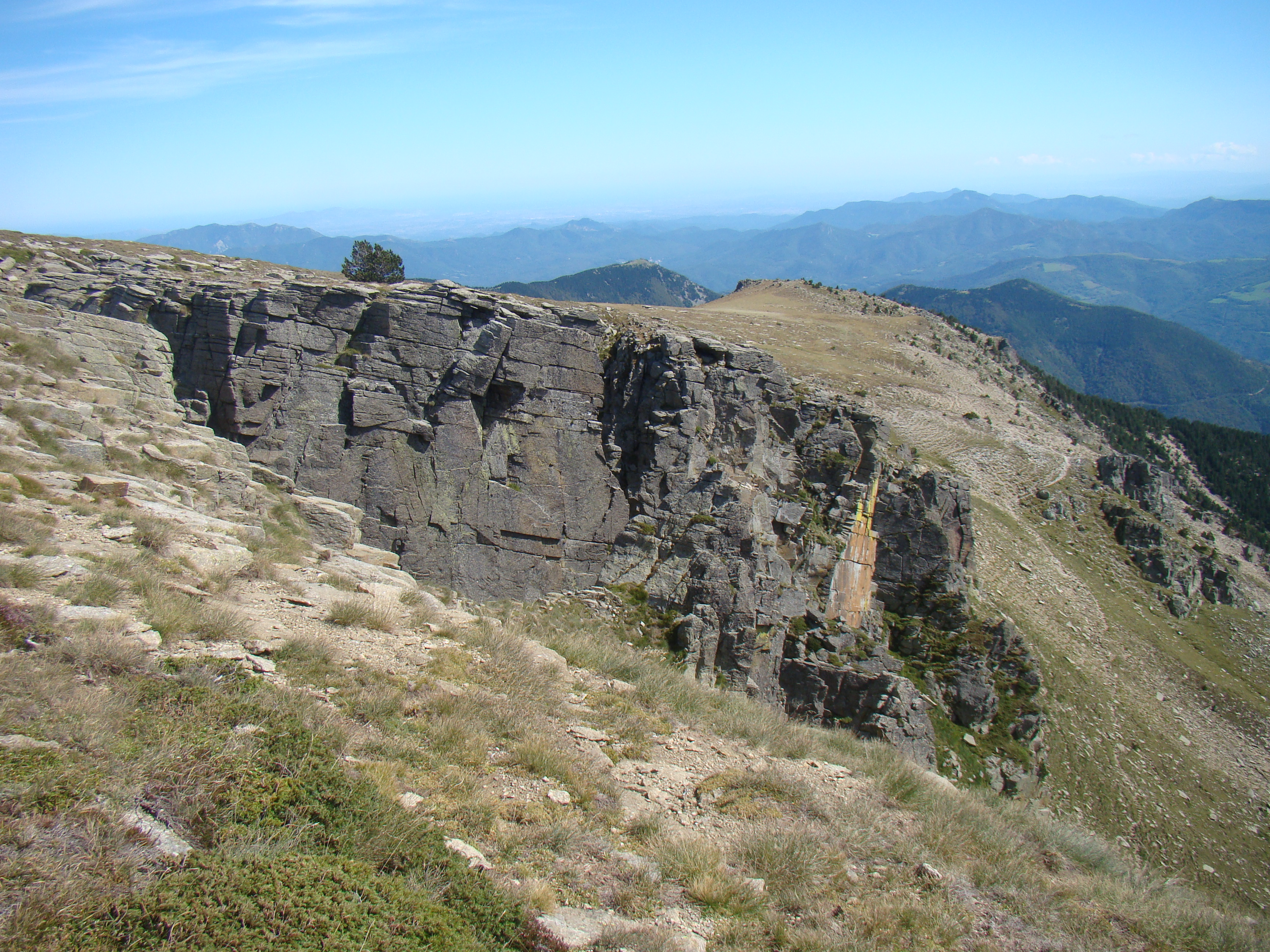
A Pla Guillem

A 60 quilòmetres al sud-oest de Perpinyà, el territori de la reserva natural és a la comarca del Vallespir, a la comuna de Prats de Molló i la Presta, a la Catalunya del Nord. Situada a l'extrem oriental de la cadena dels Pirineus, a la regió de l'Alt Vallespir, es presenta com un vessant molt escarpat d'exposició general sud-est, que va des de 1.490 m alt a 2.507, des de les fonts del Tec fins a Pla Guillem, amb una llargària d'11 quilòmetres. És limítrof amb les reserves naturals de Pi de Conflent i la de Mentet.

## Història del lloc i de la reserva
La importància científica d'aquest sector de l'Alt Vallespir va ser posada en relleu pels naturalistes, entre els quals Louis Companyo des del 1864, en la seva Histoire naturelle du département des Pyrénées-Orientales. El Bureau de recherches géologiques et minières, organisme públic francès encarregat de la coordinació de les actuacions en el camp de les ciències de la terra, va emprendre campanyes de prospecció l'any 1950.

## Ecologia (biodiversitat, interès ecopaisatgístic...)
La cresta de més de 2000 m d'altitud entre les reserves naturals de Prats de Molló en el seu vessant sud, i de la de Pi de Conflent i de la de Mentet en el vessant nord, constitueix un passadís per a les espècies alpines entre el Massís del Canigó i el massís del Puigmal, a l'oest.

## Interès turístic i pedagògic
Obert al públic, els senders de senderisme a peu assenyalats permeten als excursionistes prudents i respectuosos de la reglamentació descobrir el conjunt d'aquest territori, els seus paisatges, els seus hàbitats naturals, la seva fauna i la seva flora.

## Administració, pla de gestió i reglament
La reserva natural està gestionada per la Federació de reserves naturals catalanes i la comuna de Prats de Molló i la Presta.

### Situació jurídica
La reserva natural va ser creada per decret del 14 de març del 1986.